# Kalla Ankourao

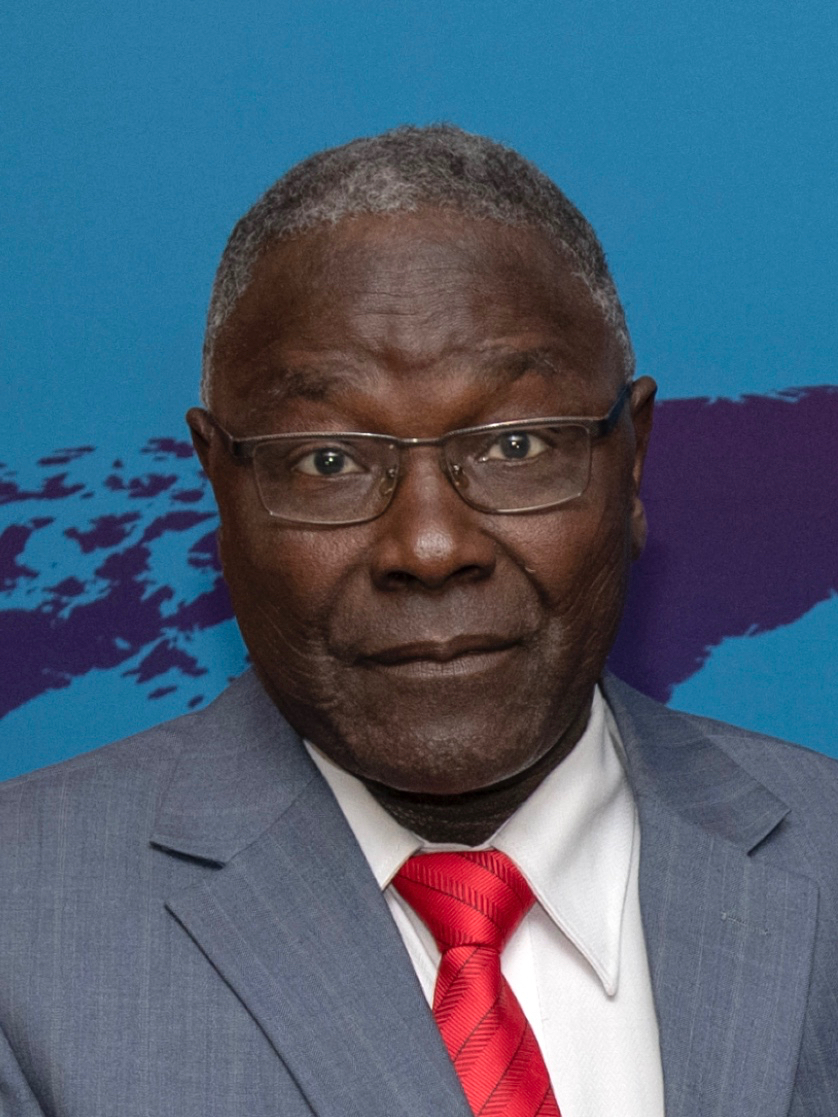
Kalla Ankourao (2019)

Kalla Ankourao (auch: Kalla Ankouraou, Kalla Hankourao, Kalla Hankouraou; * 1. Januar 1946 in Dakoro) ist ein nigrischer Politiker. Er war von 2018 bis 2020 Außenminister Nigers.

## Leben
Kalla Ankourao absolvierte die Ingenieursschule École spéciale des travaux publics, du bâtiment et de l’industrie in Frankreich und die Université du Québec in Kanada. Er ist Bauingenieur und zudem Inhaber einer Maîtrise in Kernphysik der Universität Paris-Süd. Er arbeitete in den 1980er Jahren als Direktor für Baumaterialien in der Staatsverwaltung von Niger.
Ankourao wurde Anfang der 1990er Jahre ein einflussreiches Führungsmitglied der Nigrischen Partei für Demokratie und Sozialismus (PNDS-Tarayya), für die er die Koordination der Regionalsektion von Maradi übernahm. Er wurde bei den Parlamentswahlen von 1993 als Abgeordneter in die Nationalversammlung gewählt. Dort wirkte er von 1993 bis 1994 als Vorsitzender des parlamentarischen Ausschusses für Verteidigung und Sicherheit sowie wiederholt als Mitglied der Finanzausschusses. Unter Staatspräsident Mahamane Ousmane (CDS-Rahama) war Kalla Ankourao von 1995 bis 1996 Gesundheitsminister.
Bei den Parlamentswahlen von 2004 wurde er erneut in die Nationalversammlung gewählt. Er übernahm von 2004 bis 2009 den Vorsitz der PNDS-Tarayya-Parlamentsfraktion. Während dieser Zeit initiierte er ein Projekt für den Zugang der Bevölkerung zu öffentlichen Informationen. Im Jahr 2011 wurde Ankourao Infrastrukturminister in der ersten Regierung von Staatspräsident Mahamadou Issoufou (PNDS-Tarayya). Diese Funktion übte er bis 2012 aus. Er wurde stattdessen Berater des Staatspräsidenten im Ministerrang und Vorsitzender des Organisationskomitees der Feierlichkeiten zum Republik-Jubiläum am 18. Dezember 2015. Nach seiner Wiederwahl bei den Parlamentswahlen von 2016 wirkte er zudem wieder als Vorsitzender der PNDS-Tarayya-Parlamentsfraktion.
Nach dem Rücktritt von Ibrahim Yacouba (MPN-Kiishin Kassa) wurde Kalla Ankourao am 11. April 2018 Minister für auswärtige Angelegenheiten, Kooperation, afrikanische Integration und Auslandsnigrer. In diesem Amt wurde er am 4. Dezember 2020 von Marou Amadou abgelöst. Am 25. März 2021 wurde Ankourao zum Ersten Vizepräsidenten der Nationalversammlung gewählt.